# 賈璜
賈璜（?—?），山西省解州直隸州夏縣人，清朝政治人物、進士出身。
光緒三年（1877年），参加丁丑科殿試，登進士二甲第70名。同年五月，分部學習。